# Prasmodon eminens
Prasmodon eminens är en stekelart som beskrevs av Nixon 1965. Prasmodon eminens ingår i släktet Prasmodon och familjen bracksteklar. Inga underarter finns listade i Catalogue of Life.